# در سراسر جهان (لا لا لا لا لا)
«در سراسر جهان (La La La La La)» نخستین تک‌آهنگ گروه موسیقی آلمانی ای‌تی‌سی است که در سبک یورودنس فعالیت می‌کنند. این آهنگ، یک کاور از آهنگ «پسنکا» است که توسط گروه روکی ویرخ! ساخته شده و از ملودی این آهنگ، همراه با متن انگلیسی در کنار آن استفاده می‌کند. هر دو آهنگ، عبارت «لا لا لا لا لا» را در خود دارند.
این آهنگ موفق‌ترین تک آهنگ ای‌تی‌سی است که در اکثر کشورهایی که در آن‌ها منتشر شده، به جمع ۲۰ آهنگ برتر در چارت می‌رسد.